# Proteína-esqueleto

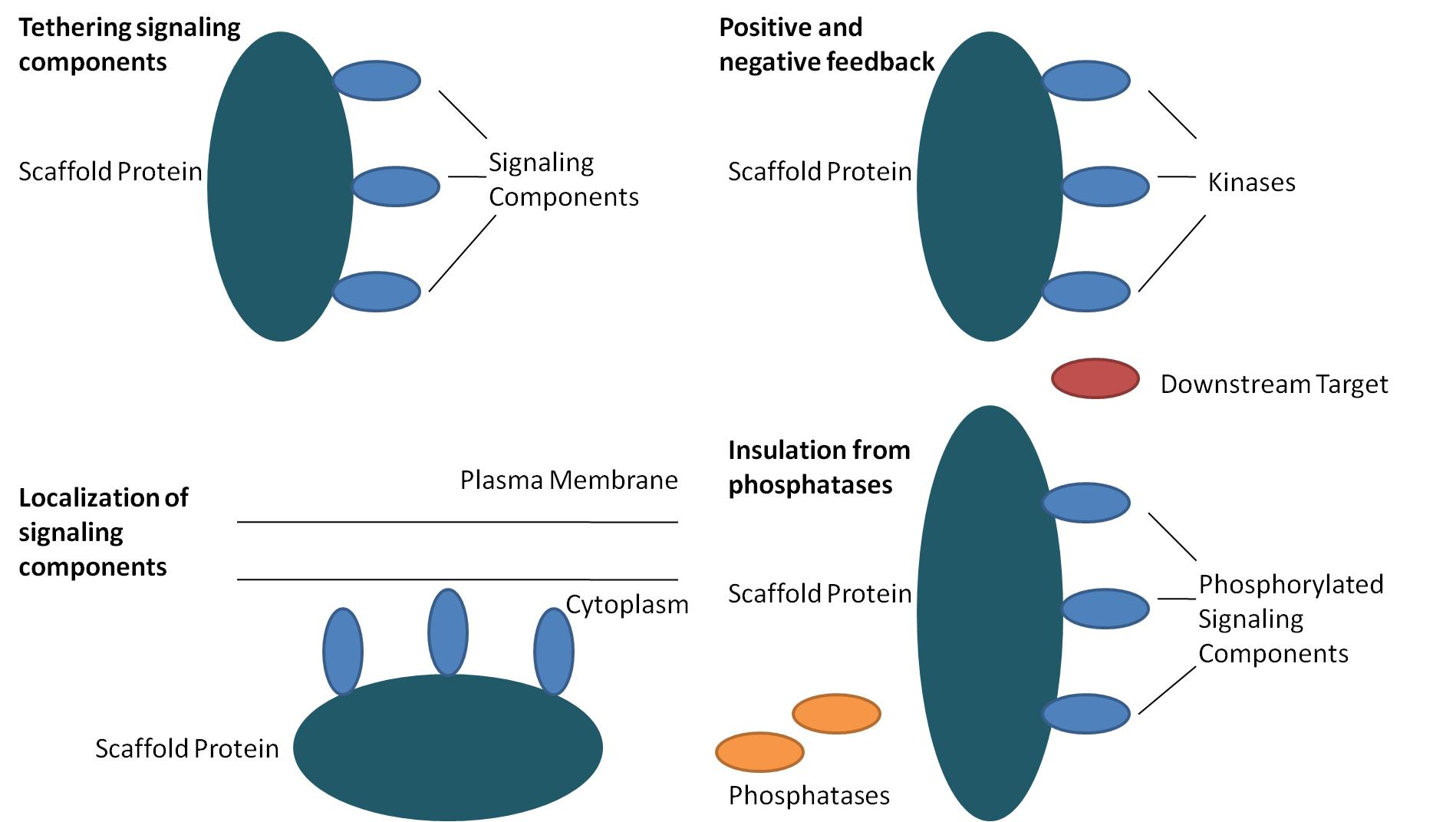
Função de proteínas-esqueleto

Em biologia, as proteínas-esqueleto são reguladores cruciais de muitas vias de sinalização importantes. Embora não sejam estritamente definidos em função, elas são conhecidas por interagir e/ou se ligar a vários membros de uma via de sinalização, amarrando-os em complexos. Nessas vias, elas regulam a transdução de sinal e ajudam a localizar os componentes da via (organizados em complexos) em áreas específicas da célula, como a membrana plasmática, o citoplasma, o núcleo, o Golgi, os endossomos e as mitocôndrias.

## História
A primeira proteína-esqueleto de sinalização descoberta foi a proteína Ste5 da levedura Saccharomyces cerevisiae. Foi demonstrado que três domínios distintos de Ste5 se associam com as proteínas quinases Ste11, Ste7 e Fus3 para formar um complexo de multiquinase.

## Proteína huntingtina
A proteína huntingtina co-localiza-se com a proteína de reparo ATM em locais de dano ao DNA. A huntingtina é uma proteína-esqueleto no complexo de resposta ao dano oxidativo ao DNA da ATM. Pacientes com doença de Huntington com proteína huntingtina aberrante são deficientes no reparo do dano oxidativo ao DNA. O dano oxidativo ao DNA parece ser a base da patogênese da doença de Huntington.  A doença de Huntington é provavelmente causada pela disfunção da proteína-esqueleto da huntingtina mutante no reparo do DNA, levando ao aumento do dano oxidativo ao DNA em células metabolicamente ativas.